# Sint-Niklaaskerk (Gent)

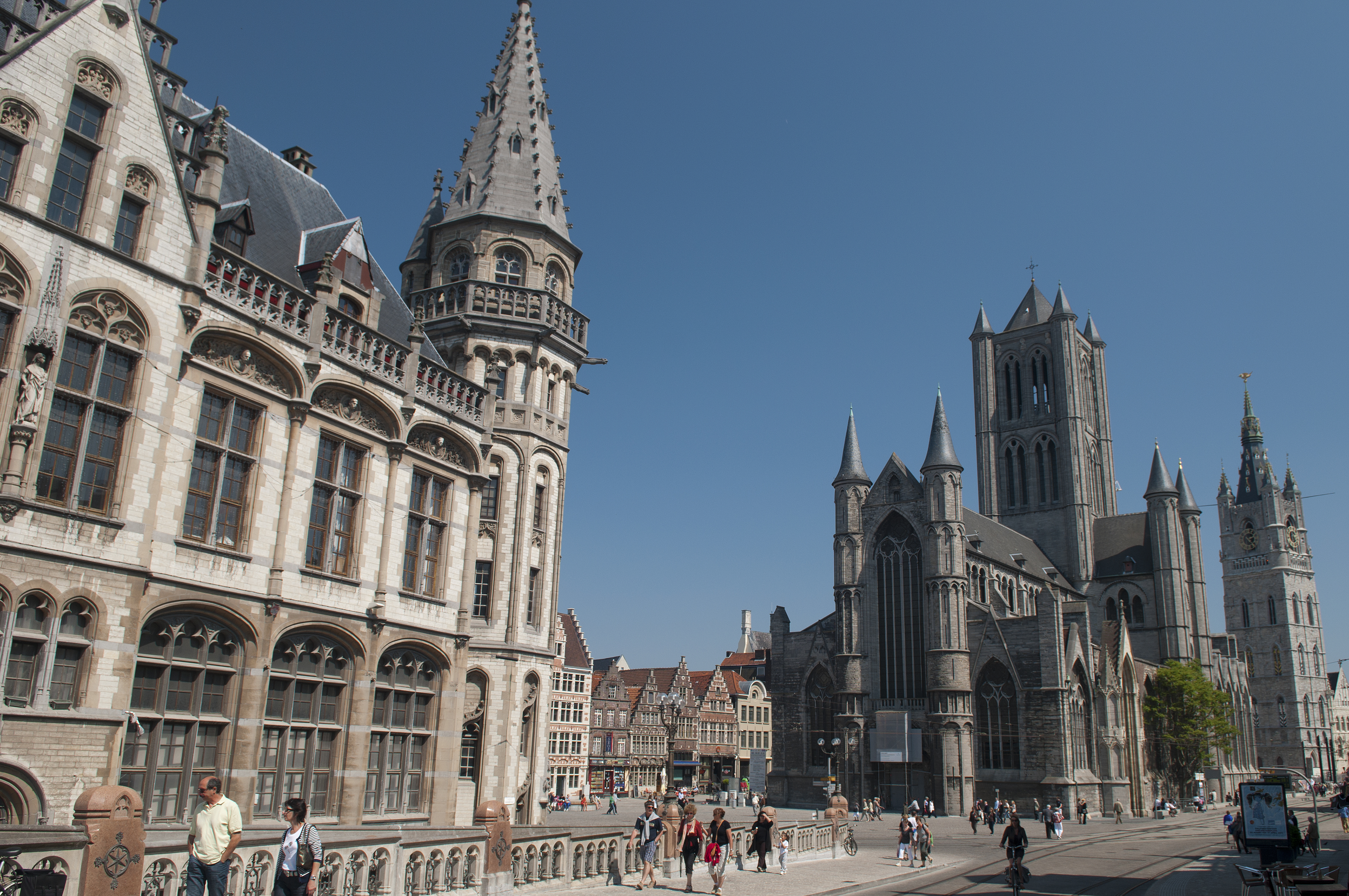
Sint-Niklaaskerk und Häuser am Kornmarkt in Gent

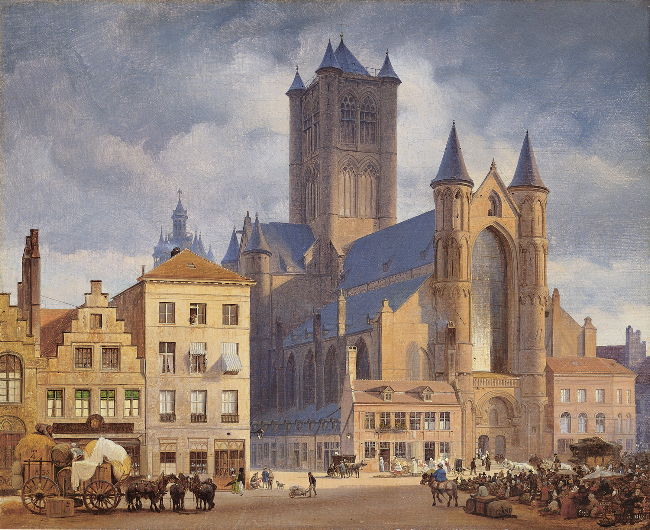
Eduard Gärtner: Kornmarkt und Sint-Niklaaskerk (um 1850)

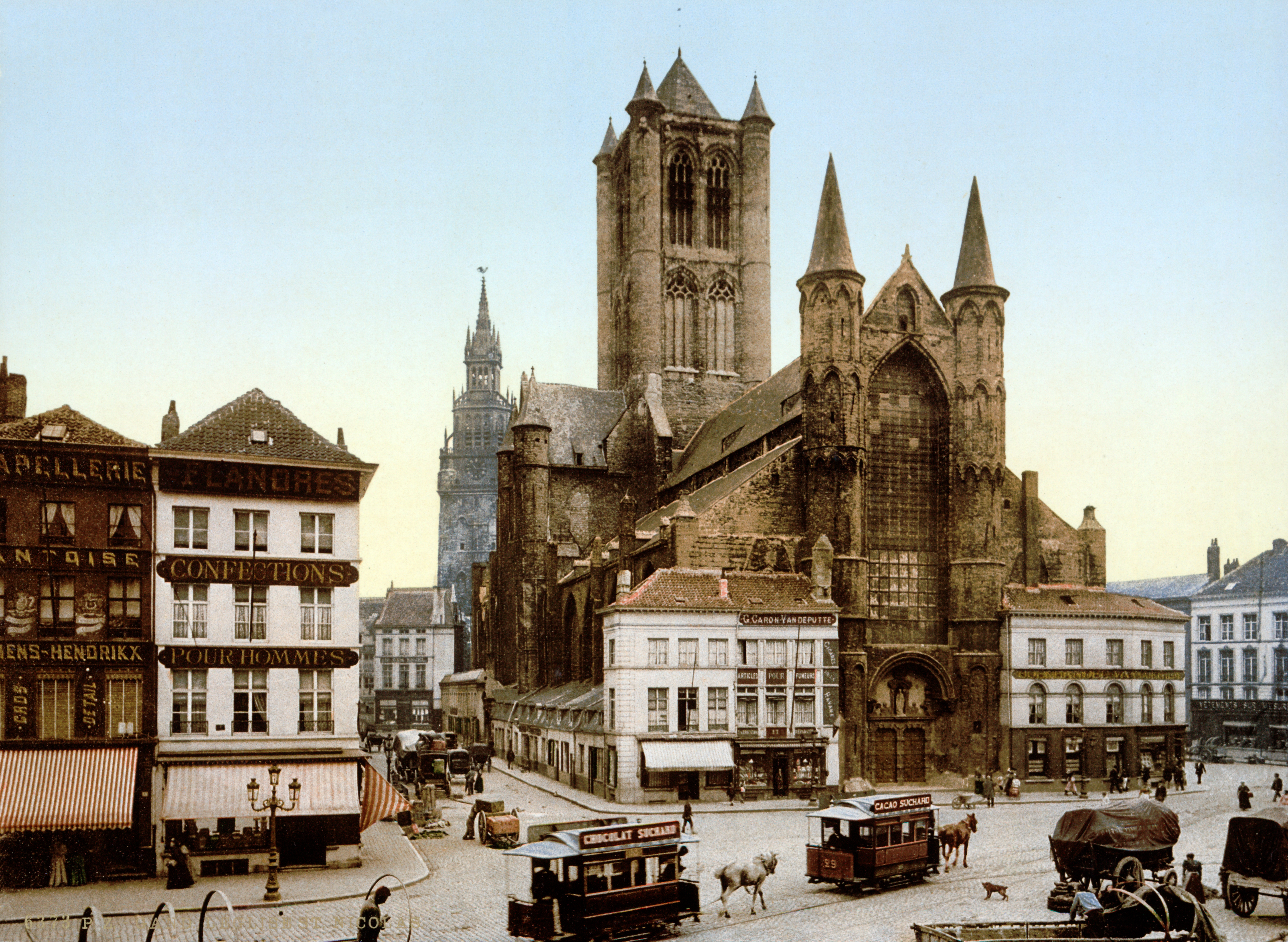
Kornmarkt und Sint-Niklaaskerk (um 1895)

Die Sint-Niklaaskerk im Herzen der historischen Altstadt der flämischen Stadt Gent gehört zu den bedeutendsten gotischen Kirchenbauwerken Mitteleuropas. Anders als die ca. 400 m entfernte St.-Bavo-Kathedrale ist sie keine Bischofskirche, sondern die Pfarrkirche der durch Fabrikation und Handel reich gewordenen Bürger der Stadt und ist infolgedessen in mancher Hinsicht repräsentativer und besser ausgestattet.

## Baugeschichte
Der dem hl. Nikolaus von Myra, dem Schutzpatron der Getreidehändler, Kaufleute, Binnenschiffer, Fuhrleute etc. geweihte Bau wurde Anfang des 13. Jahrhunderts im Stil der Scheldegotik begonnen, nachdem ein romanischer Vorgängerbau abgerissen worden war, und noch im selben Jahrhundert vollendet. Im 14. Jahrhundert wurde der Chorbereich der Kirche erweitert und mit Strebewerk stabilisiert; wegen Bauschäden entschloss man sich im 17. Jahrhundert, den Laternenturm mit einem Gewölbe zu schließen. Bereits im Mittelalter wurden kleine Wohn- und Geschäftshäuser an die kapellenlosen Seitenschiffwände der Kirche angebaut; ein Teil der (Miet-)Erträge kam der Kirche zugute. Im 20. Jahrhundert erfolgten drei umfassende Restaurierungsmaßnahmen; bei einer wurde das eingezogene Gewölbe im Laternenturm wieder entfernt – die letzte ging erst im Jahr 2010 zu Ende.

## Architektur
Der aus dem für die Region um Tournai typischen Blaustein errichtete Kirchenbau beeindruckt durch die Schlankheit seiner Proportionen und den hohen doppelgeschossigen Vierungsturm, dessen Untergeschoss zum dreischiffigen Kircheninnern hin als Laternenturm konzipiert wurde, wohingegen im Obergeschoss das Kirchengeläut aufgehängt war. Alle Fassaden wie auch der Vierungsturm werden von kleinen seitlichen Treppentürmchen mit Spitzhelm gerahmt bzw. stabilisiert. Die Stützen des Kirchenraums sind nicht – wie in der gleichzeitigen Kathedralarchitektur Frankreichs üblich – als Bündelpfeiler ausgeführt, sondern als gemauerte und anschließend verkleidete Säulen, denen schlanke Halbsäulen vorgelegt sind, die die Last der Rippengewölbe aufzunehmen scheinen. Das Mittelschiff der Kirche zeigt den typischen dreiteiligen Wandaufriss der Gotik mit Arkadenzone, unbelichtetem Laufgangs-Triforium und Obergaden, wobei die beiden letzteren jedoch gegenüber der Arkadenzone in der Höhe stark reduziert sind. Die Kirche hat ein Querhaus und einen Umgangschor, jedoch ohne Kapellenkranz.

## Reliquien von St. Nikolaus
Diese Kirche erhielt mit Erlaubnis des Bischofs ein Relikt des Heiligen Nikolaus. Dies wurde mit viel Feier begrüßt in 1658:
die 5a mensis decembris, hora tertia pomeridiana introductae sunt solemni pompa .... reliquiae S. Nicolai, archiepiscopi Mycensis et patroni hujus ecclesiae, datae a R. admodum Domino Joanne Cremerio, ecclesiae cathedralis S. Bavonis canonico, qui easdem accepit a Rev ac adm. Dno Joannes Fridericus de Deutsch, cathedralis ecclesiae St Stephani Halberstadii canonico. his reliquiis accessit, anno Dni 1660, oleum e sacro corpore St Nicolai fluens, in duabus phialis, approbatum a Reverendissimo Dno Carolus van den Bosch, episcopo gandensi.

Das Reliquiar wurde von Bauduin van der Sickele, Jery Picq und Jaspart Herrebaut in Holz und Silber angefertigt.

## Ausstattung
Der barocke Hauptaltar zeigt ein von vier salomonischen Säulen gerahmtes Bild mit der Darstellung eines Wunders des hl. Nikolaus, der ein Bischofsornat trägt. Der vom Chorumgang aus zugängliche Tabernakelaltar zeigt einen von Putten umgebenen, aus dem Himmel hinabwirkenden Gottvater. Die hölzerne Kanzel, ebenfalls ein Werk des Barock, ist mit üppigen Schnitzereien versehen.

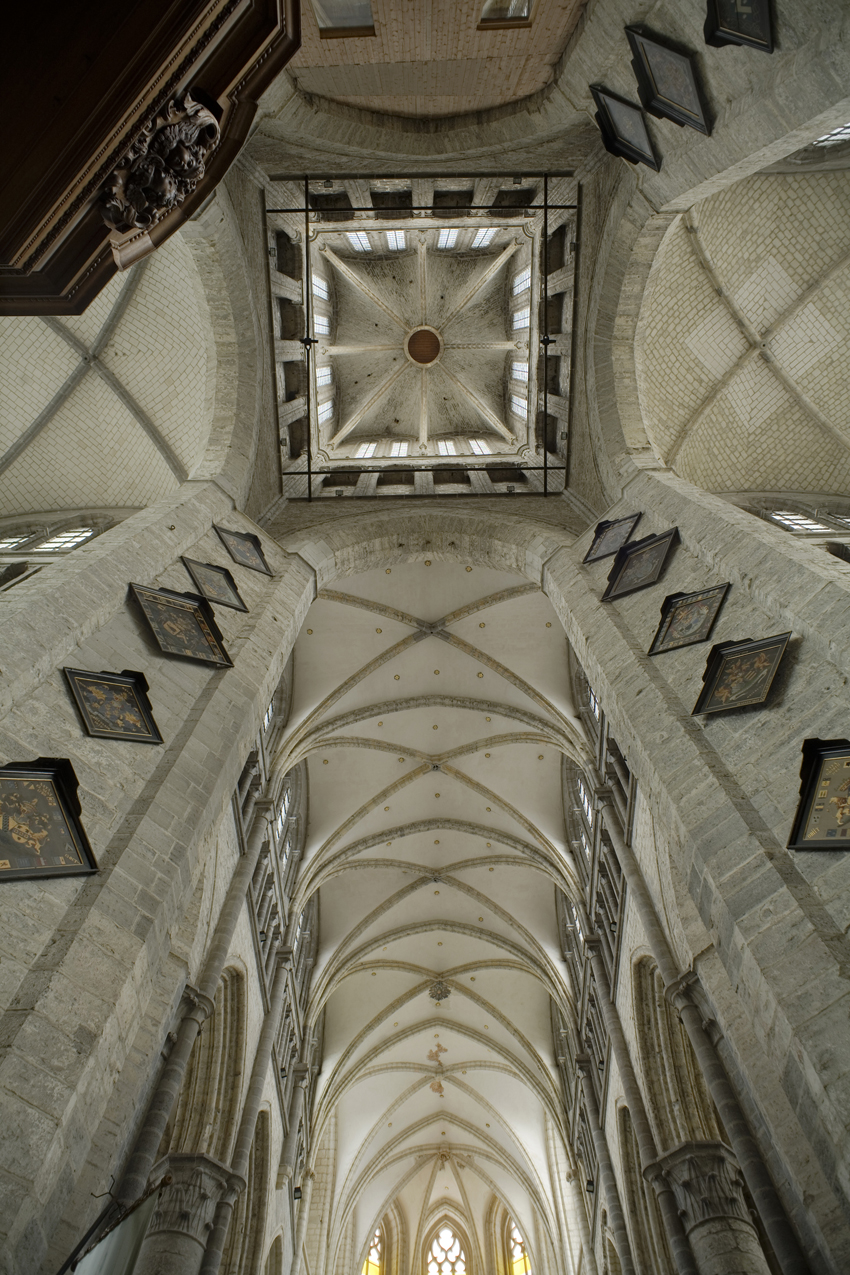
Blick in den Chor und in den Laternenturm
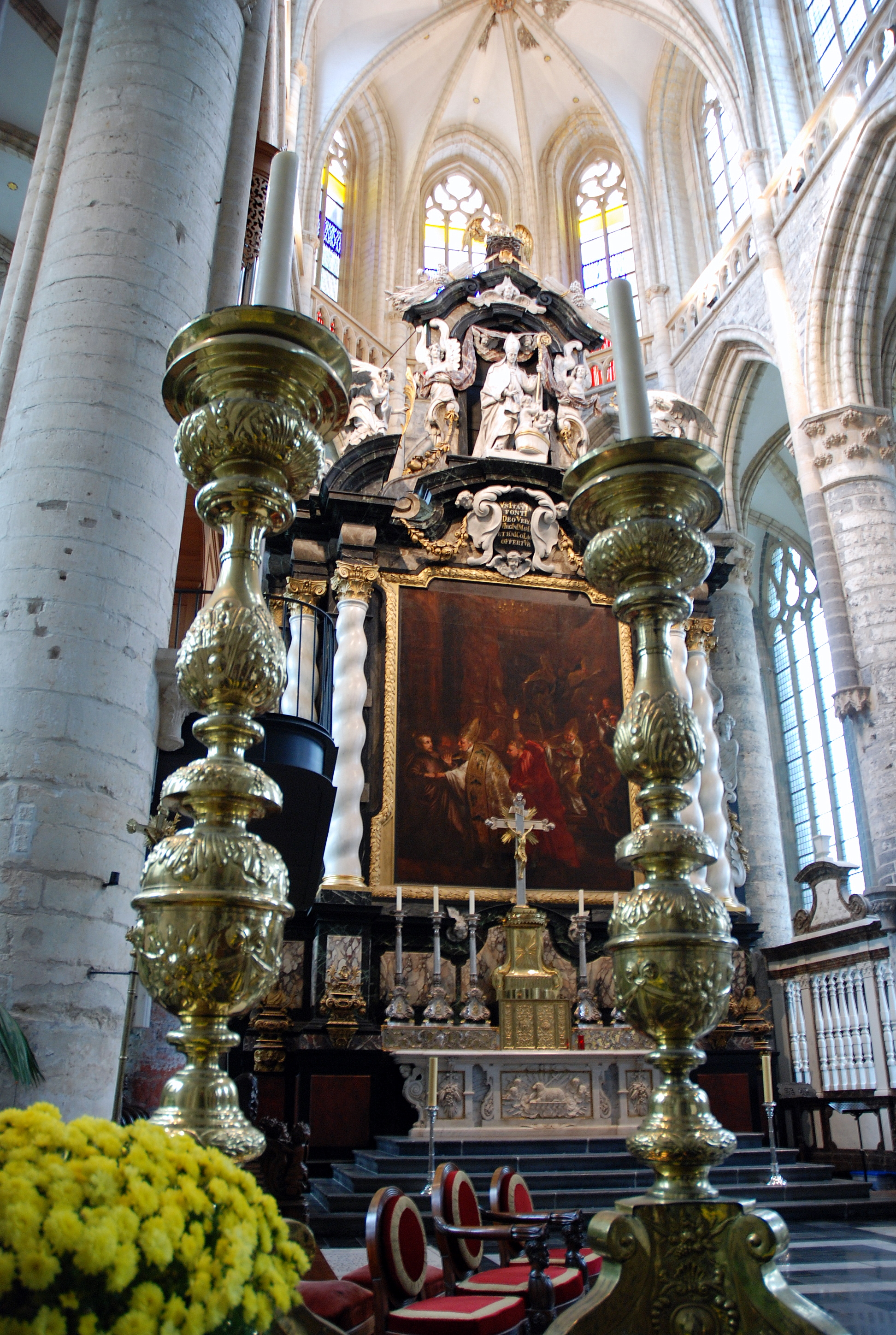
Hauptaltar
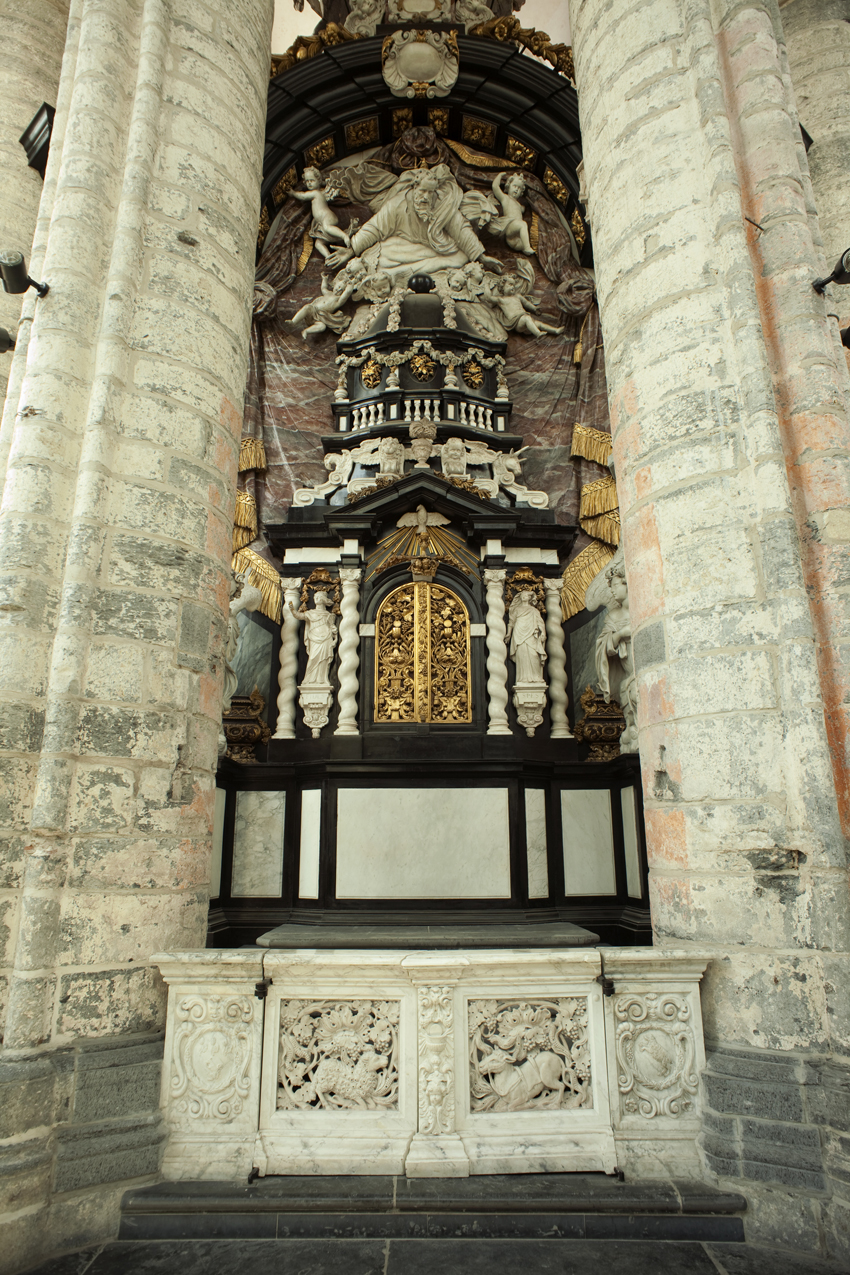
Tabernakelaltar
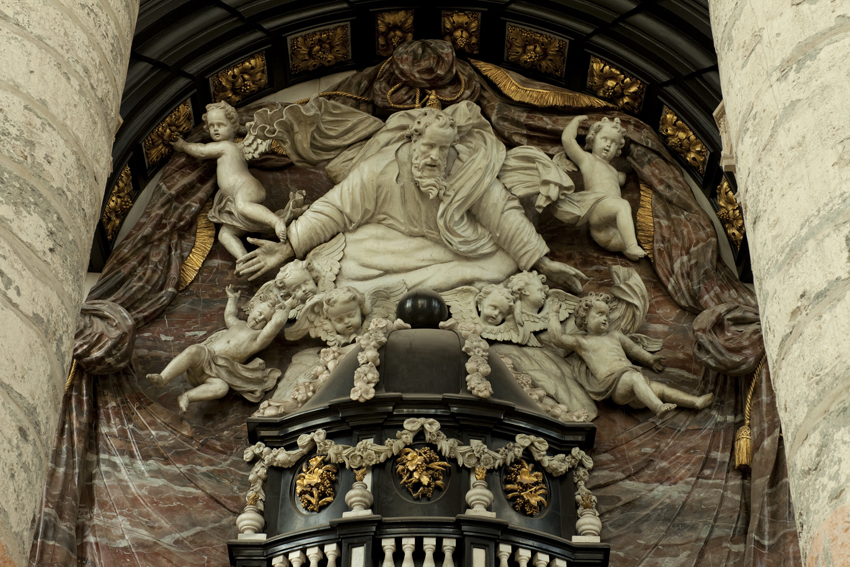
Tabernakelaltar (Detail)
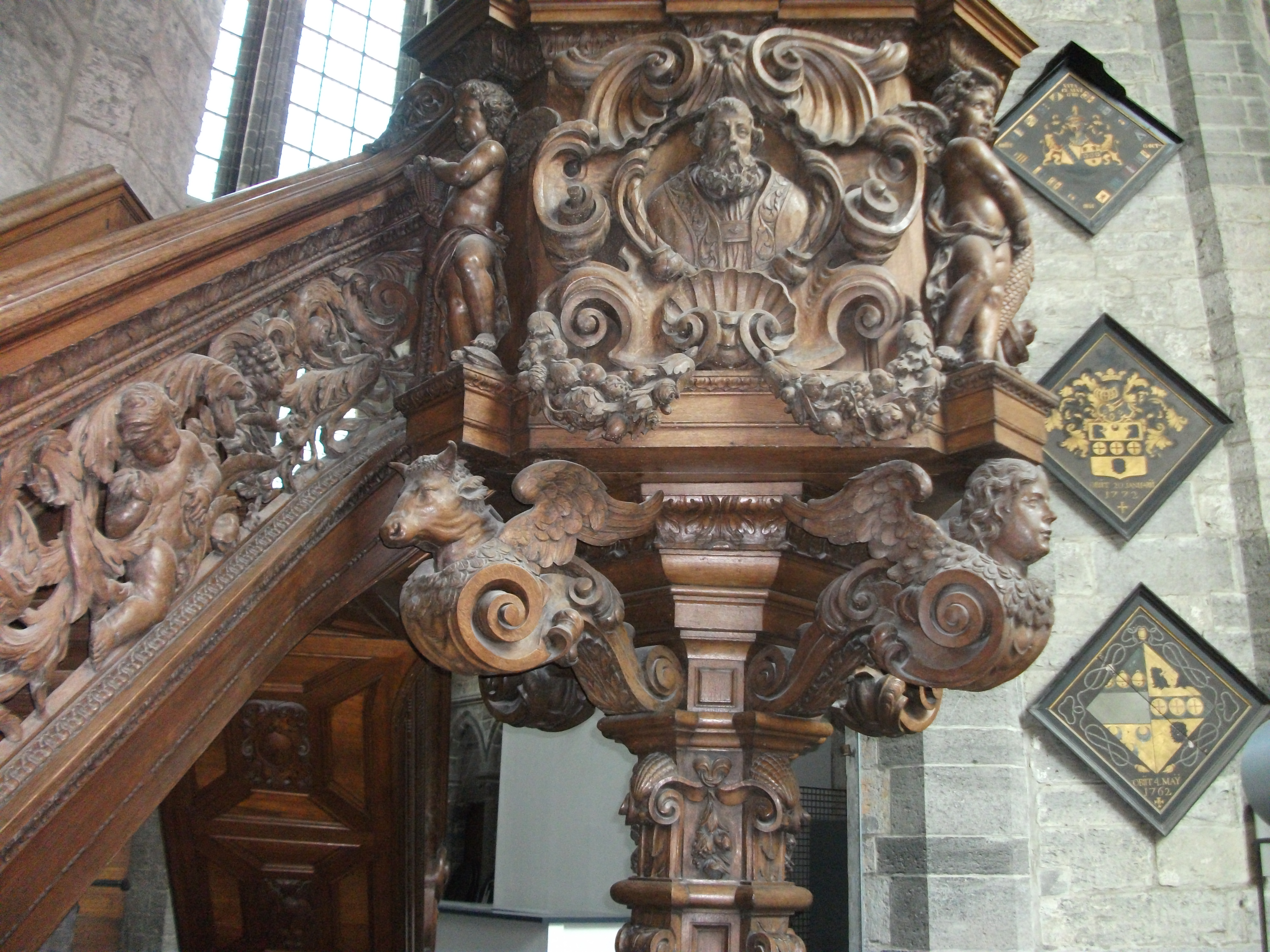
Kanzel

## Orgel

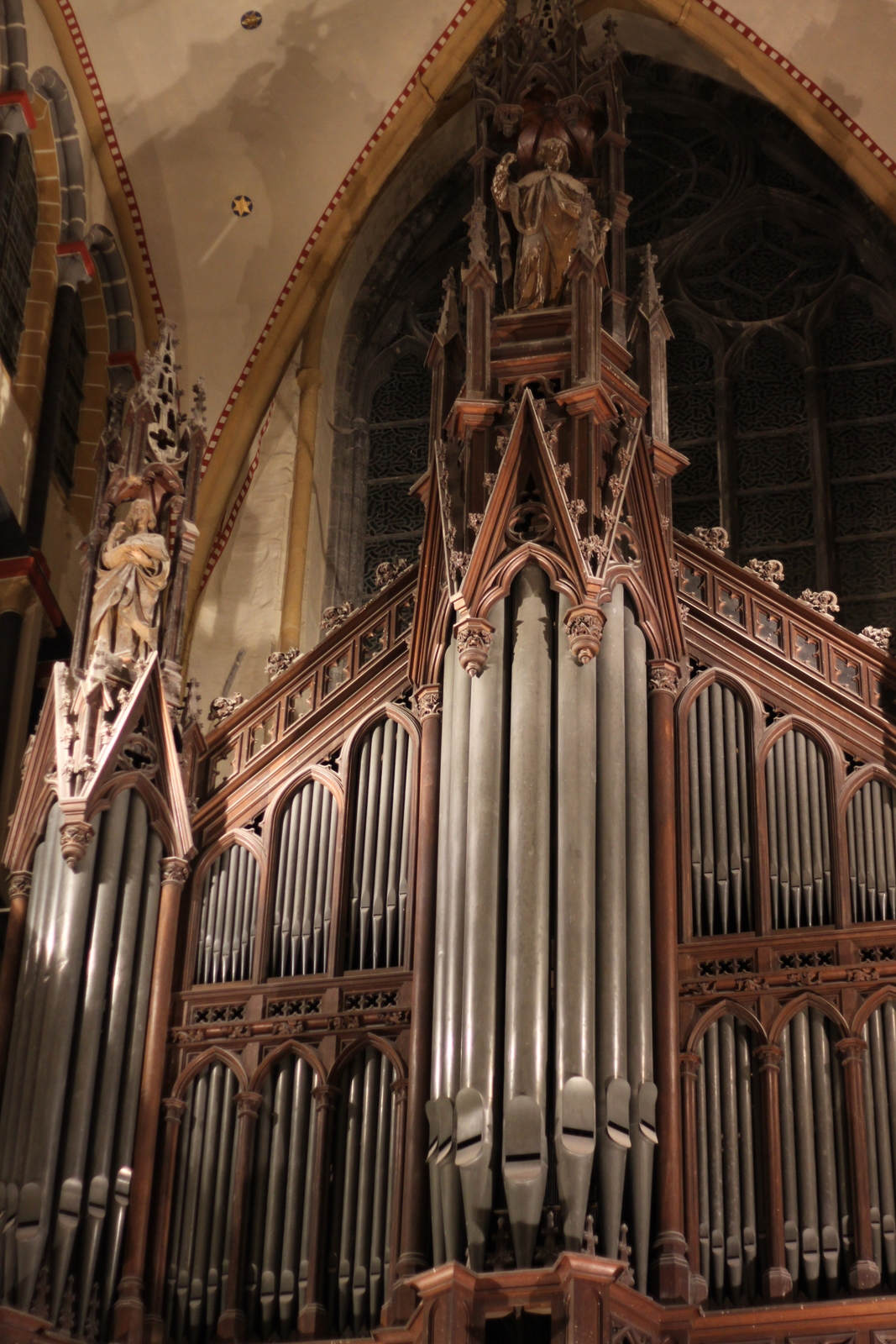
Hauptorgel

Die große Orgel wurde von dem Orgelbauer Aristide Cavaillé-Coll in den Jahren 1853-1856 erbaut und von Louis James Alfred Lefébure-Wély eingeweiht.
| I Positif C–g3 |                    |     |
| 01.            | Quintaton          | 16′ |
| 02.            | Flûte Harmonique   | 08′ |
| 03.            | Bourdon            | 08′ |
| 04.            | Viola di Gamba     | 08′ |
| 05.            | Dulciana           | 04′ |
| 06.            | Flûte octaviante   | 04′ |
| 07.            | Doublette          | 02′ |
| 08.            | Flageolet          | 01′ |
| 09.            | Trompette          | 08′ |
| 10.            | Basson et Hautbois | 08′ |

| II Grand Orgue C–g3 |                  |     |
| 11.                 | Montre           | 16′ |
| 12.                 | Bourdon          | 16′ |
| 13.                 | Montre           | 08′ |
| 14.                 | Flûte Harmonique | 08′ |
| 15.                 | Bourdon          | 08′ |
| 16.                 | Prestant         | 04′ |
| 17.                 | Dulciana         | 04′ |
| 18.                 | Quinte           | 03′ |
| 19.                 | Doublette        | 02′ |
| 20.                 | Fourniture IV    |     |
| 21.                 | Cymbale III      |     |
| 22.                 | Bombarde         | 16′ |
| 23.                 | Trompette        | 08′ |
| 24.                 | Clairon          | 04′ |

| III Récit C–g3 |                    |    |
| 25.            | Flûte Harmonique   | 8′ |
| 26.            | Viole de Gambe     | 8′ |
| 27.            | Voix Céleste       | 8′ |
| 28.            | Flûte Octaviante   | 4′ |
| 29.            | Voile d’Amour      | 4′ |
| 30.            | Octavin            | 2′ |
| 31.            | Trompette          | 8′ |
| 32.            | Clairon            | 4′ |
| 33.            | Basson et Hautbois | 8′ |
| 34.            | Voix Humaine       | 8′ |

| Pédale C–f3 |              |     |
| 35.         | Contre Basse | 16′ |
| 36.         | Basse        | 08′ |
| 37.         | Octave       | 04′ |
| 38.         | Bombarde     | 16′ |
| 39.         | Trompette    | 08′ |
| 40.         | Clairon      | 04′ |

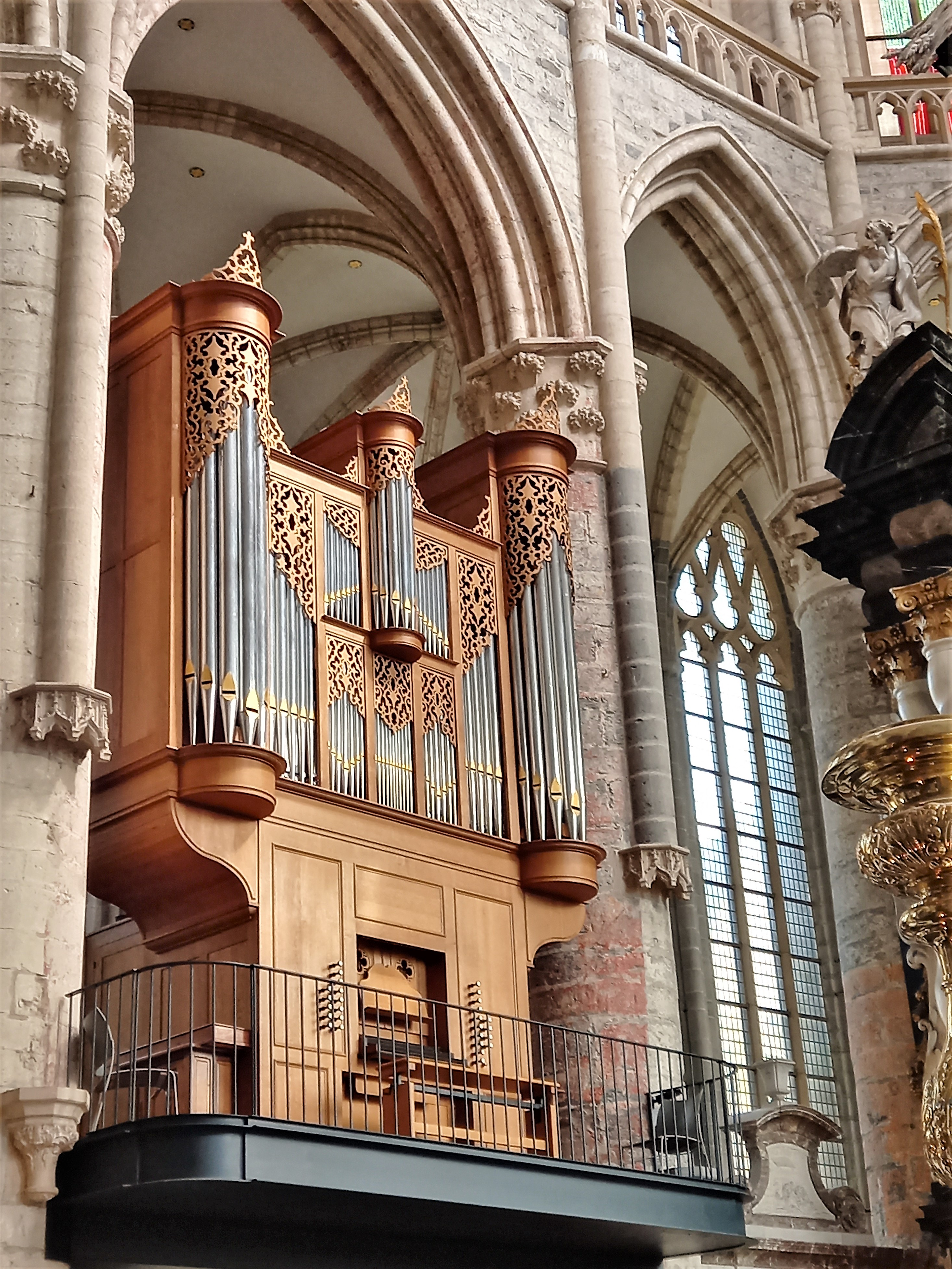
Chororgel

Die Chororgel wurde 1974 von Orgelbau Flentrop erbaut und stand ursprünglich als Übeorgel im Niederländischen Institut für Kirchenmusik (Utrecht).
| I Hauptwerk C–g3 |            |     |
| 1.               | Bourdon    | 16′ |
| 2.               | Prestant   | 08′ |
| 3.               | Holpijp    | 08′ |
| 4.               | Octaaf     | 04′ |
| 5.               | Roerfluit  | 04′ |
| 6.               | Octaaf     | 02′ |
| 7.               | Mixtuur IV |     |
| 8.               | Trompet    | 08′ |

| II Schwellwerk C–g3 |            |        |
| 09.                 | Gedekt     | 8′     |
| 10.                 | Spitsgamba | 8′     |
| 11.                 | Prestant   | 4′     |
| 12.                 | Spitsfluit | 4′     |
| 13.                 | Nasard     | 2 ⁄3′  |
| 14.                 | Fluit      | 2′     |
| 15.                 | Terts      | 1 3⁄5′ |
| 16.                 | Mixtuur II |        |
| 17.                 | Kromhoorn  | 8′     |
|                     | Tremulant  |        |

| III Echowerk C–g3 |            |    |
| 18.               | Bourdon    | 8′ |
| 19.               | Ged. fluit | 4′ |
| 20.               | Fluit      | 1′ |
| 21.               | Cornet III |    |

| Pedalwerk C–f1 |          |     |
| 22.            | Subbas   | 16′ |
| 23.            | Prestant | 08′ |
| 24.            | Gedekt   | 08′ |
| 25.            | Octaaf   | 08′ |
| 26.            | Fagot    | 16′ |

- Koppeln: II/I, I/P, II/P